# Reasi
Reasi là một thị xã và là nơi đặt ủy ban khu vực quy hoạch (notified area committee) của quận Udhampur thuộc bang Jammu và Kashmir, Ấn Độ.

## Nhân khẩu
Theo điều tra dân số năm 2001 của Ấn Độ, Reasi có dân số 6981 người. Phái nam chiếm 54% tổng số dân và phái nữ chiếm 46%. Reasi có tỷ lệ 75% biết đọc biết viết, cao hơn tỷ lệ trung bình toàn quốc là 59,5%: tỷ lệ cho phái nam là 78%, và tỷ lệ cho phái nữ là 70%. Tại Reasi, 13% dân số nhỏ hơn 6 tuổi.